# セティ県
座標: 北緯29度15分 東経81度10分 / 北緯29.250度 東経81.167度

セティ県の位置

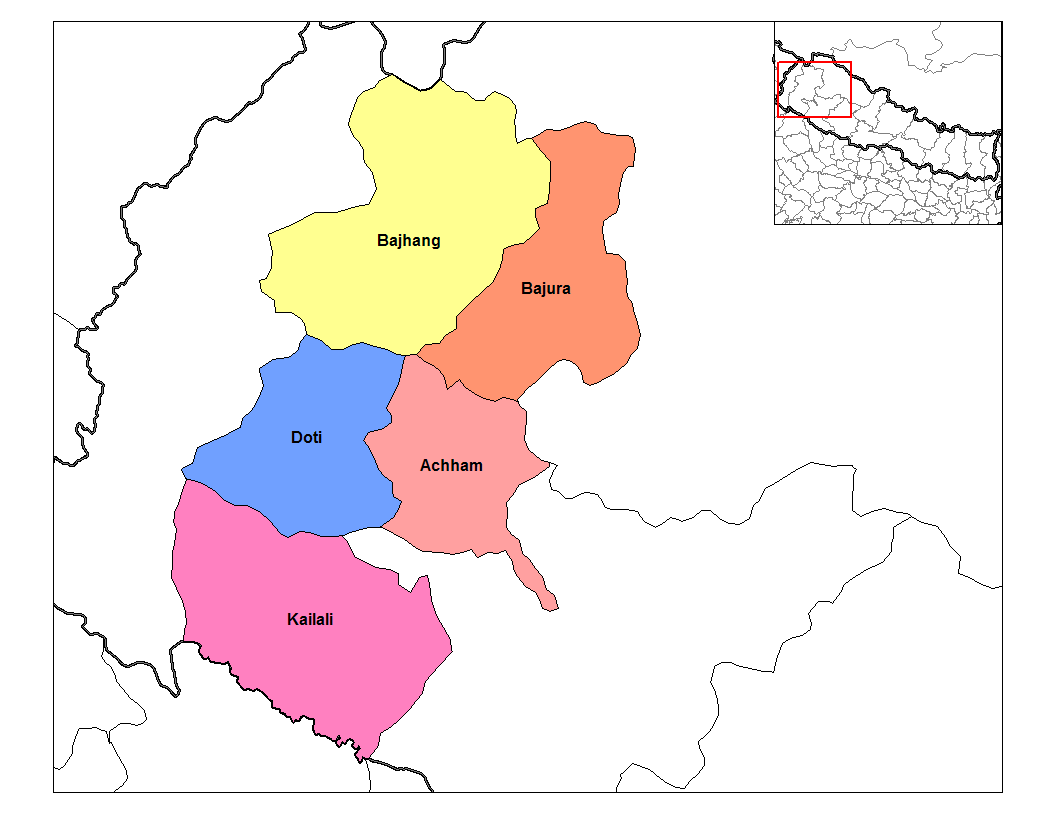
県内の5郡
■バジャーン郡、■バージュラ郡、■ドーティ郡、■アチャーム郡、■カイラリ郡

セティ県（ネパール語: सेती अञ्चल Listen）とは、ネパール極西部開発区域に属する県である。県都はディパヤルで、5郡からなる。
| 郡           | 郡庁所在地   |
| ------------ | ------------ |
| アチャーム郡 | マンガルセン |
| バジャーン郡 | チャインプル |
| バージュラ郡 | マルタリ     |
| ドーティ郡   | ディパヤル   |
| カイラリ郡   | ダンガリ     |